# Teec Nos Pos
Teec Nos Pos (Navajo: T’iis Názbąs) is een plaats (census-designated place) in de Amerikaanse staat Arizona, en valt bestuurlijk gezien onder Apache County.

## Demografie
Bij de volkstelling in 2000 werd het aantal inwoners vastgesteld op 799.

## Geografie
Volgens het United States Census Bureau beslaat de plaats een oppervlakte van
36,9 km², geheel bestaande uit land. Teec Nos Pos ligt op ongeveer 1589 meter boven zeeniveau.
Teec Nos Pos ligt bij het westelijke beginpunt van U.S. Route 64, aan U.S. Route 160. Oorspronkelijk lag het dorp enkele kilometers zuidelijker, maar het is opgeschoven naar de splitsing van deze snelwegen. Teec Nos Pos is de plaats die het dichtst bij Four Corners ligt en trekt daarom veel toeristen.

## Plaatsen in de nabije omgeving
De onderstaande figuur toont nabijgelegen plaatsen in een straal van 48 km rond Teec Nos Pos.